# Macroteleia emarginata
Macroteleia emarginata är en stekelart som beskrevs av Alan Parkhurst Dodd 1920. Macroteleia emarginata ingår i släktet Macroteleia och familjen Scelionidae. Inga underarter finns listade i Catalogue of Life.